# Zákon o následnictví
Zákony o následnictví (angl. Act of Succession) byly tři důležité anglické zákony vlády krále Jindřicha VIII. uvádějící pravidla pro výběr dědice trůnu v případě králova úmrtí. Tyto zákony byly postupně schváleny parlamentem v letech 1533, 1536 a 1543, vytvořené v závislosti na králových potomcích a manželstvích. Ve spojení s Jindřichovou vůlí z roku 1547 sehrály velmi důležitou roli v politicky nestabilním období 1546–1558.

## 1. zákon o následnictví
Ačkoli oficiálně se jedná o zákon z roku 1533, schválen byl až na jaře 1534. Tento zákon byl reakcí na zrušení sňatku Jindřicha s Kateřinou Aragonskou a narození Alžběty jeho druhou ženou, Annou Boleynovou. Vzhledem k prohlášení, že byl první sňatek neplatný, se pozdější královna Marie stala levobočkem a ztratila svůj právoplatný nárok na trůn. Alžběta byla tedy prvním dědicem anglického trůnu v případě Jindřichovy smrti. Společně s tímto zákonem král požadoval přísahu poddaných na právoplatnost tohoto zákona a ustanovení krále hlavou anglikánské církve. To se stalo osudným obhájci Kateřiny, biskupu Fisherovi, a také velikému katolickému humanistovi, Siru Thomasi Moreovi – oba byli nařčeni ze zrady a popraveni.

## 2. zákon o následnictví
Poté, co nechal Jindřich popravit Anne Boleynovou, protože mu nebyla schopná porodit syna, se král potřetí oženil - tentokrát s Janou Seymourovou. Z hněvu vůči Anne Boleynové a ve víře, že mu Jana porodí syna, Jindřich v roce 1536 prosadil nový zákon o nástupnictví. Tento zákon nejprve zrušil účinnost 1. zákona o následnictví (nikoli bezvýznamný detail) a poté zrušil nárok na trůn obou svých dcer (díky obvinění ze zrady bylo i manželství s Annou prohlášeno za neplatné). Jane Seymourová roku 1537 konečně porodila zdravého syna, Eduarda VI. Ten se podle 2. zákona o následnictví stal prvním dědicem anglického trůnu.

## 3. zákon o následnictví
Vzhledem k nízkému věku Eduarda se Jindřich VIII. rozhodl předložit nový zákon o následnictví roku 1543. Vzhledem ke svému věku už příliš nepředpokládal narození dalšího potomka. Bez jakéhokoli rušení zákonů ustanovil dědičnou linii v následujícím pořadí:
1. Eduard (jakožto jediný syn)
2. případní Eduardovi potomci
3. případní potomci (jakéhokoli pohlaví) krále a jeho stávající manželky, Kateřiny Parrové
4. Marie (starší dcera) a její případní potomci
5. Alžběta (mladší dcera) a její případní potomci

Zároveň tento zákon zdůraznil, že král upřesní další podmínky nástupnictví ve své závěti.

## Vůle Jindřicha VIII.
Ve své vůli, naposledy upravené v době před svou smrtí 28. ledna 1547 Jindřich upřesnil další kandidáty na trůn v případě situace, kdy by všichni jeho potomci zemřeli bezdětní.
Po smrti Alžběty (a jejího rodu) by právo na trůn získali potomci linie Jindřichovy mladší sestry Marie. Na prvním místě se mělo jednat o potomky Lady Frances (jednalo se například o její prvorozenou dceru Lady Jane Greyovou), kterou měli následovat potomci její sestry, Lady Eleanor. 
Důležitým prvkem závěti bylo vypuštění rodové linie Jindřichovy prvorozené sestry, Markéty, původně provdané za skotského krále Jakuba IV. Jednalo se především o politický důvod - skotský rod Stuartů byl příliš provázaný s nepřátelskou Francií. Jakub V., Markétin syn (a otec budoucí Marie, královny Skotů), byl například oženěn s dcerou francouzského krále Františka I.
Kromě těchto detailních opatření závěť obsahovala i jména regentské rady, kterou Jindřich ustanovil, aby vládla za jeho nezletilého syna Eduarda. Jindřich tímto učinil opět překvapující krok – běžné by bylo ustanovení jediného regenta, který by sám ze své pozice vládl až do královy dospělosti. Ačkoli se Jindřich snažil být nábožensky neutrální, jeho rozpory s biskupem Gardinerem a rodem Howardů vedly k převaze protestantů ve vytvořené radě. Navzdory tomuto opatření se po Jindřichově smrti strýc Eduarda VI., Edward Seymour, 1. vévoda ze Somersetu, zmocnil titulu Lorda Protektora a až do roku 1549 de facto vládl zemi.